# 東京少年 (樂團)
東京少年，為1988年組團，1991年解散的日本流行音樂、搖滾樂團。

## 成員
- 主唱：笹野滿（日语：笹野みちる）
- 吉他：手代木克仁（TESSHII）
- 貝斯：中村英夫（日语：中村英夫 (ベーシスト)）（中村）
- 鍵盤手：水上聰

### 支援樂手
- 鼓手：永井利光（日语：永井利光）
- 程式設計：松前公高（日语：松前公高）

## 經歷
1988年，東京少年樂團的誕生是所有團員於就讀同志社大學期間，以笹野滿擔任主唱為中心結成。而「東京少年」這組樂團名稱是在考慮樂團名稱時，恰巧從笹野的鉛筆盒上書寫字體做決定的。同年11月，東京少年以同名首張專輯『東京少年』經由唱片公司Victor Entertainment發行之後，從此在樂壇正式出道。出道初期，東京少年的成員只有主唱笹野一人。故大多歌曲的作詞、作曲都是由笹野獨自一個人所完成（之後「道上」「Silent Möbius ～Sailing」的作曲是由貝斯手中村英夫擔任）。
翌年1989年，鼓手永井利光和負責程式設計的松前公高等人以支援樂手身份，加入並成為東京少年的正式成員。並由上一張專輯的音樂製作人Hoppy神山擔任企畫製作，發行東京少年的第2張原創專輯《原真中》。此後，該樂團的樂曲作品作曲部分都交由參加的組員負責（而笹野改成只負責作詞）。
1990年3月，笹野在東京少年的迷你專輯《陽光斜坡》發行之後，從Hoppy神山的門下獨立，自行擔任企畫製作。同年8月，東京少年的單曲「禮物／Prenset」被選為富士電視台電視動畫《亂馬½》片尾主題歌曲使用。同年11月，另一張單曲「Shy Shy Japanese」獲得體育企業Alpen採用，成為商品「超級滑雪」的廣告歌曲。
1991年9月29日，東京少年於澀谷公會堂的現場公演中正式宣布解散。其後所有的歌曲MV被製作成3卷錄影帶發行，全由岩井俊二執導。
東京少年解散之後，所有成員都分道揚鑣繼續從事自己的音樂活動。而主唱笹野則以「（將漢字全部改成平假名，但後來又改回原名）」的名義，從事獨奏或加入獨立音樂樂團「京都町內會樂團」。至於貝斯手中村則和另一位歌手原綠組成爵士樂搖滾樂團「駱駝四重奏」。
2008年11月22日，東京少年以主唱笹野在樂壇出道20週年紀念活動名義，舉辦樂團復活紀念演唱會（MANDA-LA2），但僅限一個晚上再結成。
2014年8月27日，東京少年的貝斯手中村去世。同年10月17日，由於笹野和原綠她們2人以前都受過中村的承蒙照顧，因此在中村生前喜愛而經常進行街頭演唱的地點舉辦追思會，並發表追思文「中村英夫！＠曼通寺行」。　

### 評價
1988年，東京少年以只有主唱笹野的陣容在樂壇誕生之後，唱片公司的人原本要求笹野展現當時主流偶像藝人的形象，結果她發自內心表示反對。原因是因為，笹野說她的編曲作風則是受到當紅新浪潮系樂團U2和XTC（英語版）的影響最深，並說能像同時期出道的樂團LINDBERG的主唱渡瀨麻紀、歌手永井真理子等男孩子氣的女性主唱那樣子平等對待。
此外，在東京少年音樂作品中，由於歌詞的內容充滿了以成年人的視野、回想起自己在思春期對於鄉愁的內涵與哲學，及童謠、漫畫歌曲的風格等等，並以多樣化的方式擴展開來，因此形成了東京少年音樂作品的特色。

## 作品列表
全由Victor Entertainment發行。

### 單曲
|     | 發行日期      | 單曲名稱（日文名稱）                  | 最高排名（Oricon） |
| --- | ------------- | ------------------------------------- | ------------------ |
| 1st | 1989年1月21日 | High School Days（ハイスクールデイズ）                  |                    |
| 2nd | 1989年5月21日 | 針和方塊（針とパズル）                          |                    |
| 3rd | 1990年6月21日 | 獻給我你的歌（）                      | 第27名             |
| 4th | 1990年8月21日 | 禮物／Prenset（プレゼント）                     | 第34名             |
| 5th | 1990年11月7日 | Shy Shy Japanese                      | 第15名             |
| 6th | 1991年4月21日 | Harmony                               |                    |
| 7th | 1991年7月21日 | Silent Möbius ～Sailing（ ～Sailing） |                    |

### 專輯
|     | 發行日期       | 專輯名稱（日文名稱） | 備註     |
| --- | -------------- | -------------------- | -------- |
| 1st | 1988年11月21日 | 東京少年             |          |
| 2nd | 1989年6月7日   |                      |          |
|     | 1990年3月7日   | 陽光斜坡（陽のあたる坂道で）         | 迷你專輯 |
| 3rd | 1990年7月21日  | 等待著我去尋找（僕等をさがしに）   |          |
|     | 1990年12月16日 | 好～了嗎？（？）     | 精選專輯 |
| 4th | 1991年8月21日  | 歸途之路（）         |          |
|     | 1991年12月16日 |                      | 精選專輯 |

### 商業搭配
※依年代順序列出。
| 歌曲                    | 商業搭配                                       |
| ----------------------- | ---------------------------------------------- |
| 與眾不同的早晨（トビキリの朝）      | 專科學校「東京MODE學園」電視廣告歌曲           |
| 獻給我你的歌            | TBS電視劇《Dramatic22》主題歌曲                |
| 禮物／Prensent          | 富士電視台電視動畫《亂馬½ 熱鬥篇》片尾主題曲   |
| Shy Shy Japanese        | 體育企業「Alpen」電視廣告歌曲                  |
| Silent Möbius ～Sailing | 電影動畫《劇場版 魔法陣都市 (上篇)》片尾主題曲 |